# 1290 en santé et médecine
| Années de la santé et de la médecine : 1287 - 1288 - 1289 - 1290 - 1291 - 1292 - 1293    |
| Décennies de la santé et de la médecine : 1260 - 1270 - 1280 - 1290 - 1300 - 1310 - 1320 |

Cet article présente les faits marquants de l'année 1290 en santé et médecine.

## Événements

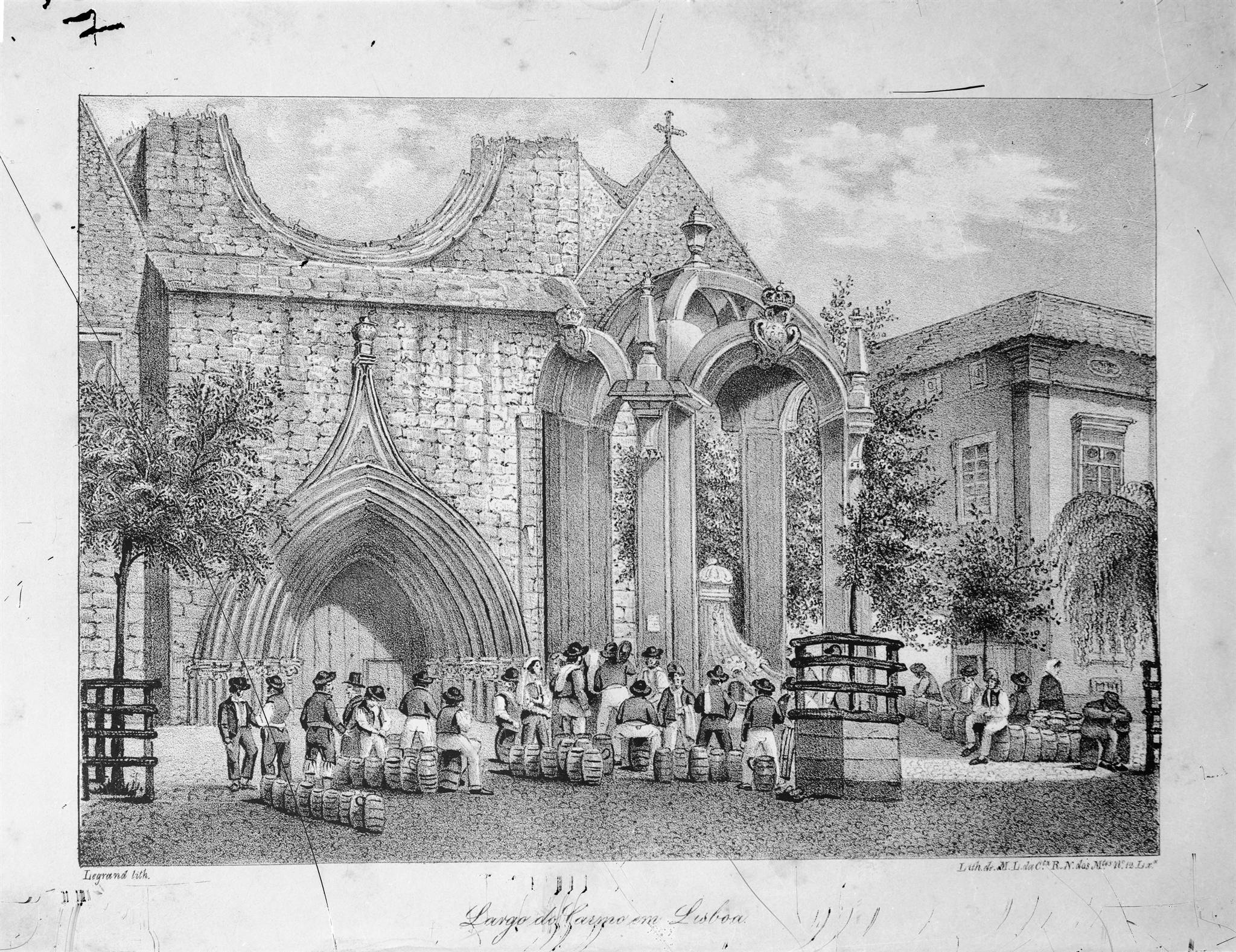
Le quartier des Carmes à Lisbonne

- 1er mars et 9 août : fondation au Portugal, par le roi Denis Ier et le pape Nicolas IV, de l'université de Lisbonne qui sera transférée à Coimbra en 1308, et qui comprend dès l'origine une faculté de médecine[2].
- Le roi de France Philippe le Bel « donne une sentence pour instituer et maintenir des docteurs [en médecine] à Lyon[3] ».
- Chassé de Milan par Mathieu le Grand, le chirurgien Lanfranc (c.1250-1306) s'exile en France, où il séjournera à Lyon avant de s'installer à Paris en 1295[4],[5].
- Fondation à Hereford, en Angleterre, de St. Giles' Hospital, confié aux franciscains[6].
- Un hôpital Saint-Jacques, origine de l'actuelle maison de retraite, est attesté à Rouffach en Alsace[7].
- 1290-1306 : trois maladreries sont attestées aux environs de Vienne, dans la région des Balmes : l'une près de Seyssuel, le long du Rhône, l'autre à Mont-Rosier et la troisième à quelque distance de la ville, en sortant par les portes du Pipet ou Saint-Marcel[8].

## Publication
- Traduction possible du De regimine sanitatis ad sultanum Babylone de Maïmonide par Armengaud Blaise (c.1264-1312) à Montpellier[9].

## Personnalité
- Fl. maître d'Ailleu : médecin « qualifié de « magister de Ayllyaco » exerce à Ailleu », sur les terres de l'abbaye de Bonlieu, en Forez, au bord de l'ancienne voie romaine qui conduisait de Lyon à Clermont[9].

## Naissances
- Vers 1280-1290 : Gentile da Foligno (mort en 1348), médecin et philosophe italien[10].

## Décès
- Entre 1288 et 1290 : Nicolas de Vigneux (né en 1271), médecin et chanoine à Laon[9],[11].